# Степан Жидек
Степан Васильович Жидèк (пол. Stiepan Żydek; 8 червня 1900, Великі Бірки — 8 травня 1970, Біла Церква — український, радянський і польський військовий, Бригадний генерал Війська Польського, генерал-майор Радянської армії.

## З життєпису
Народився 8 червня 1900 року в селі Великі Бірки у сім'ї фільваркового конюха Василя і Марії (до шлюбу Зьола) Жидеків. За протест проти пана його батько був жорстоко побитий на фільварку, другого дня його привезли неживим. У 1903 році помирає мати. Він рано залишився сиротою. Степана спочатку взяла тітка, потім місцевий священник о. Іван Гургаль. В домі о. Гургаля він навчився читати й писати. Пас гусей, худобу, бавив дітей. Вчився самостійно. Складав гроші. Пощастило скласти екзамен за 4 роки в Тернопільській гімназії. Мріяв про загальну освіту. Пішов працювати робітником на місцеву Великобірківську фабрику по переробці льону та конопель.
Якийсь заїжджий професор з Коломиї дізнався про Степана і запросив доучуватись в Коломийській гімназії. Тут хлопець бавив професорських дітей. Коли в 1916 р. Коломию зайняли російські війська, Степан пристає до російських солдат. Порався коло солдатської кухні разом з солдатом Петром Лубенцем. Після одного з боїв між австрійськими й російськими військами Степан попадає в полон. Перебуває в таборі, йому пощастило втекти. В 1916 р. вступає в легіон УСС. Після розпаду Австро-Угорщини вступає в ряди УГА, бере участь у військовій боротьбі на вулицях Львова. У 1920 році з декількома бійцями УГА переходить на бік РСЧА.
Степана Жидека направляють в школу політпрацівників 44-ї стрілецької дивізії. Після її закінчення стає політпрацівником, комісаром батальйону, котрим командував Петро Шеремета. В 1921 році — демобілізований. Рекомендований на навчання в Київську школу червоних старшин. У жовтні 1922 року цю школу було розформовано. Разом з 200-ми курсантами, Степана Жидека переводять в Харківську школу. Після закінчення Харківської школи залишений командиром взводу. Направлений командиром Київської піхотної роти. У 1936 році закінчує вечірній факультет Військової академії імені М. В. Фрунзе.
У 1937 році начальник штабу полку, майор С. Жидек був заарештований і звинувачений у приховуванні свого колишнього військового звання підстаршини УГА. У 1940 році С. Жидека звільнили. Перебував на військовій службі в Сибірському військовому окрузі.
Коли почалася німецько-радянська війна, С. Жидек був начальником оперативного відділу 216-ї мотострілецької дивізії, що дислокувалася на Поділлі. В складі військ Південно-західного фронту дивізія стримувала наступ фашистських танків в районі Збараж — Підволочиськ. Під Уманню опинився в оточенні. 7 серпня 1941 року поранений і залишений на території, окупованій противником. 5 днів перебував у шевця Яременка, потім в цивільному одязі перейшов лінію фронту без зброї й документів. У 1941—1944 роках воював на Південно-західному фронті начальником штабу 39-ї стрілецької дивізії та командиром 119-го стрілецького полку, під час боїв був 4 рази поранений.
З лютого 1944 року, враховуючи знання польської мови, командування призначило Степана Жидека начальником оперативного відділу 1-ї армії Війська Польського. У вересні 1945 року полковник С. Жидек призначений комендантом школи перепідготовки молодших офіцерів у м. Гріфіні. З грудня 1945 року до травня 1947 року — командир 10-ї піхотної дивізії Війська Польського. 17 листопада 1946 року отримує звання Бригадний генерал. З травня 1947 року призначений командиром третього військового округу — Люблін. З листопада 1947 року генерал С. Жидек став начальником відділу департаменту бойової підготовки Війська Польського. 9 лютого 1946 року, за згодою Президента Республіки Польща — Болеслава Берута та командувача Війська Польського маршала Міхала Зімірського, Степан Жидек змінює своє прізвище на Степан Зеліньський. Нагороджений радянськими й польськими високими нагородами.
У 1949 році бригадний генерал Війська Польського Степан Жидек демобілізується в запас, повертається на Батьківщину та оселяється у Білій Церкві. Пізніше йому було надано звання Генерал-майор запасу Радянської Армії. Працює викладачем в сільськогосподарському інституті. У повоєнному 1949 році в пошуках родичів приїжджає у Великі Бірки, але на той час родичів знайти не вдалося. У 1968 році на Тернопільщині знаходить рідних. Помер 8 травня 1970 року. Похований в Білій Церкві.

## Нагороди
- Орден Червоного Прапора (1944);
- Орден Вітчизняної війни І ступеня (1945);
- Орден Леніна (1945);
- Офіцерський хрест Орден Відродження Польщі (1945);
- Срібний Хрест Заслуги (Польща) (1945);
- Золотий Хрест Заслуги (Польща) (1946);
- Срібний хрест ордену Virtuti Militari (1946).